# Jan Belle

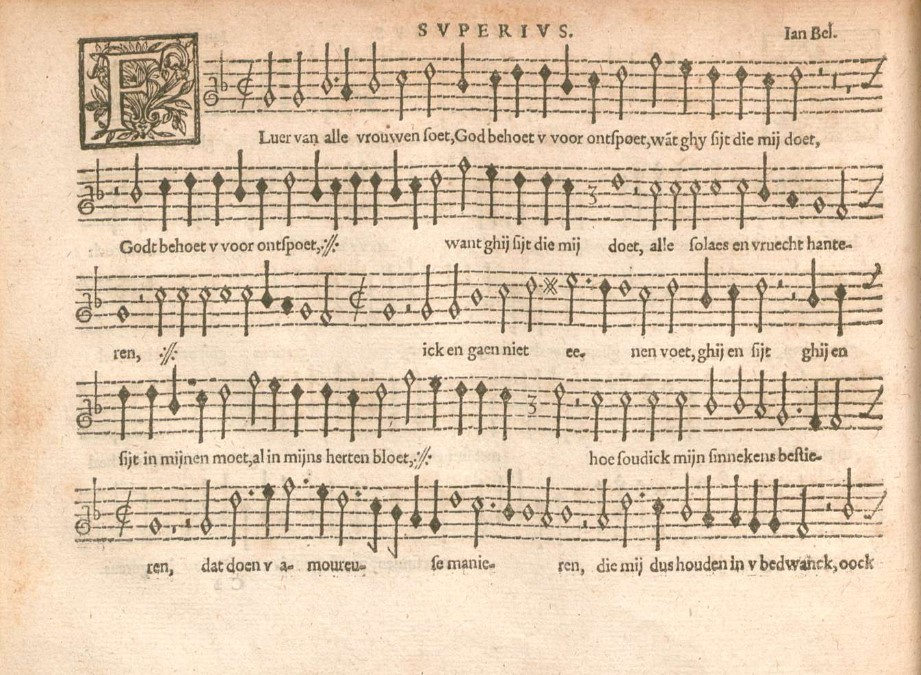
Jan Belle's Fluer van alle vrouwen soet aus 'Een Duytsch musyck boeck', 1572

Jan Belle (aktiv etwa von 1545 bis 1566) war ein franko-flämischer Komponist, Chorleiter und Musiktheoretiker der Renaissance.

## Leben und Wirken
Von Jan Belle konnten die Geburts- und Sterbedaten bisher nicht ermittelt werden. Er tritt erst durch seine musikalisch-berufliche Tätigkeit mit Belegen in Erscheinung. Dies beginnt mit seinem Wirken als Meister der Chorknaben (magister duodenarum) an der Heiligkreuzkirche (Sainte Croix) in Lüttich in den Jahren 1546 und 1547; hier wurde er „de Lovanio“ genannt. Im Jahr 1552 veröffentlichte der Maastrichter Verleger Jacob Baethen das vermutlich erste musikalische Werk von Jan Belle, nämlich Musices encomion, eine musiktheoretische Abhandlung. Dieses Werk ist nicht überliefert. In den Jahren 1563 bis 1566 war der Komponist möglicherweise als Succentor an der Liebfrauenkirche in St. Truiden tätig. 1572 brachte der Antwerpener Musikverleger Pierre Phalèse der Ältere eine Sammlung niederländischer Lieder mit dem Titel Duijtsch musijk boeck heraus, in dem von Jan Belle sechs vierstimmige Lieder auf flämische Texte enthalten sind.

## Bedeutung
Auf Grund seiner Lebenszeit und seines musikalischen Stils gehört Jan Belle zur 5. Generation der franko-flämischen Musik. Von ihm sind nur wenige Werke erhalten.

## Werke
- Sechs flämische Lieder zu vier Stimmen
  - Fluer van alle vrouwen soet (Blume unter allen lieblichen Frauen)
  - Ick en can mij niet bedwingen (Ich kann nicht widerstehen); dieses Lied wird in der Sammlung von Jacob Baethen 1554 Joannes Zacheus zugeschrieben
  - Int groen, int groen, met u alderliefste (Im Gras, im Gras, meine liebste Freundin); dieses Lied erscheint wieder in der Ausgabe von 1636 des siebenten Chanson-Buchs, das von den Erben von Pierre Phalèse veröffentlicht wurde
  - Laet ons nu al verblijden in desen soeten tijt (Laß uns nun diese schöne Zeit verbringen); dieses Lied erscheint wieder in der Ausgabe von 1636 des siebenten Chanson-Buchs, das von den Erben von Pierre Phalèse veröffentlicht wurde
  - O amoureusich mondeken root (O lieblich roter Mund)
  - O doloreux herte met druck beladich (O schmerzvolles Herz, drückend belastet)
- Musiktheoretische Abhandlung: Musices encomion (nicht erhalten)